# 테리 오퀸
테리 오퀸(Terry O'Quinn, 1952년 7월 15일~)은 미국의 배우이다. 1980년 텔레비전 영화 《F.D.R.: The Last Year》에서 프랭클린 D. 루스벨트의 아들 제임스 루스벨트 역을 맡으며 데뷔했다. 이후 여러 영화와 드라마에서 주로 조연을 맡았다. 영화 《계부》(1987)로 1987년 전미 비평가 협회상 남우주연상 후보에 올랐다. 미국 방송사 ABC의 드라마 시리즈 《로스트》(2004-10)의 존 로크 역으로 잘 알려져 있으며 이를 통해 2007년 제59회 프라임타임 에미상 드라마 부문 남우조연상을 수상했다.

## 출연 작품

### 영화
- F.D.R.: The Last Year (1980)
- 천국의 문 (1980)
- 뜨거운 가슴으로 내일을 (1983)
- 마음의 고향 (1984)
- 소펠 부인 (1984)
- 악마의 분신 (1985)
- 스페이스 캠프 (1986)
- 계부 (1987)
  - 계부 2 (1989)
- 블랙 위도우 (1987)
- 핀 (1988)
- 영 건 (1988)
- 마검의 심판자 (1989)
- 인간 로케티어 (1991)
- 동업자 (1991)
- 사랑은 은반 위에 (1992)
- 툼스톤 (1993)
- 엑스파일: 미래와의 전쟁 (1998)

### 텔레비전
- 마이애미의 두 형사 (1984)
- 환상특급 (1985)
- 레밍턴 스틸 (1985)
- 블루문 특급 (1987)
- L.A. 로 (1992)
- 스타 트렉: 더 넥스트 제너레이션 (1994)
- 납골당의 미스터리 (1994)
- 엑스파일 (1995, 2002)
- JAG (1995-2002)
- 닥터 슬론 (1996)
- 밀레니엄 (1996-99)
- 로즈웰 (2001)
- 앨리어스 (2002-04)
- 웨스트 윙 (2003-04)
- NCIS (2004)
- 로앤오더: 뉴욕 특수수사대 (2004)
- 로스트 (2004-10)
- 하와이 파이브-0 (2011-18)
- 666 파크 애비뉴 (2012)
- 폴링 스카이 (2012-13)
- 피니와 퍼브 (2014) - 목소리
- 비밀과 거짓말 (2016)
- 블랙리스트 (2017)
- 캐슬록 (2018)
- 이머전스 (2019)
- FBI: 모스트 원티드 (2020-22)
- 레지던트 에일리언 (2021-22)
- 너의 조각들 (2022)